# Nu au-dessus de Vitebsk
Nu au-dessus de Vitebsk est un tableau réalisé par le peintre soviétique Marc Chagall en 1933. Cette huile sur toile représente une femme nue vue de dos flottant au-dessus d'un paysage urbain de Vitebsk, aujourd'hui en Biélorussie. Elle est conservée dans une collection privée.